# Lajos Oláh
 (novembre 2017).
Si vous disposez d'ouvrages ou d'articles de référence ou si vous connaissez des sites web de qualité traitant du thème abordé ici, merci de compléter l'article en donnant les références utiles à sa vérifiabilité et en les liant à la section « Notes et références ».
Dans le nom hongrois Oláh Lajos, le nom de famille précède le prénom, mais cet article utilise l’ordre habituel en français Lajos Oláh, où le prénom précède le nom.
Lajos Oláh, né le 17 juin 1969 à Karcag, est une personnalité politique hongroise, membre du parti DK et député non-inscrit à l'Assemblée hongroise (cinquième circonscription de Budapest).